# كولن غوردون
كولن غوردون (بالإنجليزية: Colin Gordon)‏ (و. 1911 – 1972 م) هو ممثل، من المملكة المتحدة، ولد في سريلانكا، توفي في إنجلترا، عن عمر يناهز 61 عاماً.

## التعليم
تعلم في كنيسة المسيح، أكسفورد.

## وصلات خارجية
- كولن غوردون على موقع IMDb (الإنجليزية)
- كولن غوردون على موقع ألو سيني (الفرنسية)
- كولن غوردون على موقع ميوزك برينز (الإنجليزية)
- كولن غوردون على موقع أول موفي (الإنجليزية)
- كولن غوردون على موقع قاعدة بيانات برودواي على الإنترنت (الإنجليزية)
- كولن غوردون على موقع قاعدة بيانات الأفلام السويدية (السويدية)
- كولن غوردون على موقع ديسكوغز (الإنجليزية)
- كولن غوردون على موقع قاعدة بيانات الفيلم (الإنجليزية)
- كولن غوردون على موقع كينوبويسك (الروسية)